# Saints Row IV
『Saints Row IV』（セインツロウ フォー）は、Deep Silverから発売されたオープンワールドのアクションゲーム。セインツロウシリーズの四作目であり、一作目から続いてきたギャングチーム「サード・ストリート・セインツ」の物語の完結編。
日本語版におけるキャッチコピーは「リアルなだけじゃつまらない！ハチャメチャやろうぜ！」。

## ストーリー
対ギャング部隊「STAG」の元司令官サイラス・テンプルは、前作におけるスティールポートでの一件により全権を剥奪され、中東のテロ組織と手を組みアメリカに対し核テロを仕掛けようとしていた。ギャングチームにして巨大メディアグループである「サードストリートセインツ」はサイラス鎮圧の為に秘密情報部のエージェントであるアシャ・オデカーと共に中東へ向かう。
それから5年後、サイラスの核テロを鎮圧したセインツのボスは名実共にヒーローとなり、遂にアメリカ合衆国大統領に就任する。しかしその自己中心的な性格が災いし、政権は支持率の著しい低下に悩まされていた。そんな折、突如「ゼン帝国」と名乗るエイリアンがホワイトハウスを急襲。ゼン帝国の皇帝ジニャックは閣僚を次々とアブダクションしていく。ボスもまた独りで立ち向かうが、ジニャックの圧倒的な力には手も足も出ず、簡単にあしらわれる。
捕われたボスは50年代のホームドラマ風ののどかで笑いの絶えない平和な仮想世界に幽閉されてしまう。何の疑問も抱かず平和な日々を享受するボスだが、キンジーによる外部からのハッキングによって正気を取り戻し、この世界からの脱出を試みる。しかしジニャックによって「バーチャル・スティールポート」と呼ばれるシミュレーターに放り込まれ、更にヴォーデンと呼ばれる凶悪な宇宙人も刺客として放たれた。四面楚歌のボスだったが、キンジーの助けによってスーパーパワーを獲得し、エイリアンを蹴散らして現実世界に帰還する。そこはゼン帝国の母船であった。全裸のままエイリアンと戦いつつ宇宙船を彷徨うボスは、なんとかキンジーとキース・デイヴィッドの乗る宇宙船と合流する。早速母船を脱出し、地上の仲間と連絡を取ろうとするも、ジニャックは脱走の報いとして地球を一瞬で破壊してしまった。だがその行為はボスに絶望を与えるどころか逆に怒りと闘志を滾らせる結果となり、ボス達は「バーチャル・スティールポート」を利用して母船にダメージを与えつつジニャックの居場所を突き止める作戦を立てる。
その後、シミュレーター内で出会った異星人CIDの協力を得て、囚われた仲間達の仮想世界に乗り込む算段が付き、まずはキンジー以上のスキルを持つマットを救出。それからベン・キング、ピアース、ショーンディ、アシャと言った官僚ことセインツメンバー達を仮想世界から次々と救出する。更に、前回のシンジケートとの戦いで死亡したと思われていたジョニーが実はゼン帝国に拉致されていた事が発覚。ボスは彼を悪夢の世界から解放し、目覚めて早々に大暴れして母船を混乱に陥れていたジョニーと再会を果たす。最高の戦士が舞い戻ったセインツは遂にジニャックに対して総攻撃を開始するが、作戦はジニャックに筒抜けでありボス達はシミュレーターから強制切断され、現実にてエイリアン達の猛攻を受ける危機に陥ってしまう。何とかその場を凌ぐも意識を捕らえられたキンジーはただ一人目覚めず、宇宙船からはキースが姿を消していた。彼が裏切り者なのか、真偽を確かめるべくボスはキースの仮想世界に侵入する。彼はジニャックの「地球を復活させる方法がある」という甘言に乗ってしまっていたのだ。だが、キースはボスの危機を見捨てられず助け、また、いくらゼン帝国でも地球を蘇らせる事などできる訳が無いと思い直してセインツに戻ってくる。そしてボスと同じく50年代ホームドラマ風仮想世界に囚われていたキンジーも救出し、セインツは再びジニャックとの決戦に挑む。
最終作戦は、シミュレーターそのものをオーバーロードを起こして破壊し、母船が大混乱に陥った隙を突いてジニャックの元に乗り込む事だった。セインツ達の活躍でシミュレーターの破壊に成功し、現実にてジニャックの元を目指すボスは、シミュレーション上のスーパーパワーを模して作られたパワーアーマーを発見。装着する事によってよって超人「アイアンセイント」と化し、遂に玉座の間に乗り込んでジニャックと対峙する。戦闘ロボットに搭乗したジニャックに苦戦するボスだったが、駆け付けた仲間達の助力によって勝利。ジニャックを処刑し、その様子を帝国中に中継させる。今この時より、ボスはゼン帝国皇帝となったのだ。ジニャックの執事だったゼンジャイは新皇帝であるボスに早速媚びてくるが、ボスはキースが聞いていた「地球を復活させる方法」について聞いてみる。するとゼンジャイは半分は本当だと語り、ゼン帝国はタイムマシンすら保有している事を明かした。タイムトラベルによって地球を救えると知ったセインツは、まずは過去に飛び、様々な偉人や歴史的瞬間に対してイタズラを仕掛けるのだった。
※ロイヤリティミッションを一つでもクリアしていなかった場合はタイムマシンには触れず、ボス自身がゼン帝国を率いて別の惑星に侵略することを目論んで終わる。

### ストーリー（DLC）
エンター・ザ・ドミナトリックス
見つかった古い記録はなんと前作の没DLCであり、今作の原型となったシナリオだった。それに関してジェーン・ヴォルデラマがボス達に取材を行う。没シナリオは「脚本が意味不明」「最悪のアイデア」と散々な評価だったが、ピアースだけは自分が新市長になる展開を気に入っていた。すなわち、前作でキルベインを殺したルートから続くストーリーだったのだ。
ETDでは本編同様にゼン帝国が地球を襲撃するが、ジニャックはあっさり倒されてしまう。その死後、シミュレーションの新たな管理者となったAI「ドミナトリックス」はゼン帝国の母船を掌握してセインツのメンバーをアブダクションし、シミュレーターへと閉じ込める。そこで『セインツロウ2』以来の登場となるドニーが導師のようにボスを導き、スーパーパワーを会得させるという導入部を経てボスは仲間を救出し、「ふざけた」ミッションの数々をこなした末にドミナトリックスを追い詰める。しかしドミナトリックスを倒すと、ミッションから外されていたピアースが援軍と称して何故かヴェロキラプトルを連れて来た。どうやら彼らは平和を愛し、争いを避けて地球を去っていたらしい。ダルタニアンと名乗ったヴェロキラプトルとその仲間達に乗ってシミュレーションを脱出したセインツは彼らの王であるシラノに謁見する。ゼン帝国を倒した功績を讃え、セインツ一人一人の望みを叶えたシラノは人類とヴェロキラプトルが手を取り合う新たな時代の到来を告げるのだった。…というグランドフィナーレだったらしい。
セインツはどうやってクリスマスを救ったか
セインツ達は宇宙船の中でクリスマスを祝っていた。しかしグリンチのようにクリスマス嫌いのボスはパーティの準備を手伝おうとしない。そこに突然、未来のショーンディがタイムワープしてきた。彼女のいた未来世界は「サンタ・クローズ」なる存在に支配されてしまい、その歴史を変えるべく過去に来たのだと言う。クローズによってこの宇宙が「悪い子リスト」に入れられてしまえば、地球破壊すらも比較にならない惨劇が襲うらしい。仕方なくボスはクローズを倒すべく、シミュレーター上の悪夢の世界へとサンタクロースを救出しに行く。実はジニャックはサンタクロースを何十年も監禁していたのだ。サンタは救出したものの、クローズは北極のサンタの家を乗っ取り、子供に配る銃器を開発したりトナカイロボットを造るなど悪の限りを尽くしていた。北極を解放した後はクローズを追ってスティールポートに戻り、人々のホリデースピリットを取り戻す事でクローズの力を削ぎ、遂に打ち倒す事に成功する。この一件でクリスマス精神に目覚めたボスだが、サンタからは今回の善行を褒められつつもその一つだけでは改心した事にならないと告げられる。しかし、クリスマスを思い切り楽しめば良い子リストに載れるとも語り、去って行った。ボスは仲間と共に子供の頃に戻ったようにクリスマスを満喫する。その頃、現実の母船では素っ裸のサンタがシミュレーターから解放されていた。

## 概要
ギャング抗争を主題としていた前作までとは一変し、地球侵略に来たエイリアンを相手にスーパーパワーを駆使して戦う、という従来とは全く異なるゲーム内容となっている。
ストーリーも、コミカル・クレイジー路線だった前作を引き継いでギャグ・パロディ主体且つ、荒唐無稽な設定によるハチャメチャな物語が展開される。
カスタマイズ、アップグレードストアなどは概ね『Saints Row: The Third』の要素を引き継ぎ、より快適なプレイを目指して改良されている。
またゲーム内において、過去シリーズ作をも含めた様々な娯楽作品からのパロディ要素が至る所に存在する。
セインツロウシリーズ恒例の全裸になることも可能。
スーパーパワー
仮想空間だからこそ可能な超能力。基本的にバーチャル・スティールポート内でのみ使用可能。
元々は前作のDLC「クローンの災難」に登場した要素であり、更に発展させて正式なシステムとして採用された。
全部で8種存在しストーリーの進行とともにアンロックされていく。「アクティブ」と「パッシブ」に４つずつ割り振られている。
「アクティブ」はいずれか一つを切り替えて使用する殺傷用の能力で、腕からエネルギー波を投げつける「ブラスト」・人や物を持ち上げ投げつける「テレキネシス」・地面を大きく踏みつけ周囲に影響を及ぼす「ストンプ」・一定時間自身の周囲や武器の攻撃に影響を及ぼす「バフ」のそれぞれが更にいくつかの属性に分かれる。
「パッシブ」は切り替えが不要な能力で、「スーパーダッシュ」「スーパージャンプ」によって市街地を縦横無尽に駆け巡ることができ、これにより落下ダメージはなくなった。またストーリーが進むと空中から狙った場所に急降下攻撃を仕掛ける「デス・フロム・アバブ」やスーパーダッシュ時に少しの間防御シールドが張られる「フォースフィールド」が使用できるようになる。
これらの能力は、バーチャルスティールポート全域に散在する「データ・クラスタ」と呼ばれるアイテムを収集することによってアップグレードができる。
自然回復の制限
バーチャルスティールポートでの戦闘中は、悪評度が消えるまで体力が自動回復しない。
その代わり敵を倒すことでライフオーブという回復アイテムが出現するようになった。またスーパーパワーや特定武器のアップグレードには、体力を吸収できるものがある。
現実世界などスーパーパワーが使用できない従来通りの戦闘では、基本的にライフオーブは出現せず、自動回復ができる。
店舗ハッキング
ストーリーが進むと、バーチャルスティールポートの店舗はそのままでは利用ができなくなる。
本作では制限されたパーツで回線をつなぐパズルをこなすことで店舗をハッキングし、キャッシュ・XPを得て利用可能な状態に戻すことができる。制限時間以内にハッキングを完了しないと悪評度が付いてしまう。
なお、ハッキングの挑戦に代金は不要だが、前作に存在した「買収はできるが訪問は出来ない非店舗の物件」の存在は消失している。
悪評度、ウォーデン
今作では対エイリアンの一種類に統一されている。またこの都合上から、特定ミッションで出現する敵ギャングメンバーもエイリアンとして扱われている。
市民などの殺傷等を行うと上昇し、ミニマップ外側にゲージが表示される。
埋まったゲージ本数が多いほど主人公を襲ってくる規模が大きくなるが、最大手前の6本目に達した時点でエイリアン軍の代わりに「ウォーデン」と呼ばれる強大な敵エイリアンとの対決になる。
また今作では所有店舗に逃げ込んでも悪評度は消せず、周囲を走行するゴールデンCIDを捕捉する・ウォーデンを倒すなどで悪評度が0になる。
アクティビティ、デバーション、チャレンジ
シリーズ恒例のサイドミッション。今作はギャング同士の抗争ではないため、いずれもデータ収集や敵システムへのサイバー攻撃といった目的へと変わっている。
ノルマがブロンズ・シルバー・ゴールドの三段階になり、達成したメダルに応じてキャッシュ・XPの報酬が増える。
前作での「ヒットマン」「ヤミ車両工場」「サバイバル」は開始地点がマップ上に明示されたことにより、メニューからの設定を経ず流れで攻略できるようになった。
また『Saints Row 2』に存在していた、同種アクティビティをすべてこなすことで得られる特殊アップグレードがチャレンジに統合されて復活。
アクティビティとデバーションはサブクエストとしてこなすことになり、一定のクエストを達成する事で武器等の報酬が貰える。クエストに関係なく好きな時に挑戦する事も可能であり、すでに全項目達成済のサブクエストを受託すると即座にクリア扱いになる。
ロイヤリティ
仲間達それぞれの固有のサブミッション。一部を除く仲間に用意されており、クリアする事でその仲間はコスチュームが変化し、以降はスーパーパワーが使用可能になる。このロイヤリティミッションを、最終決戦までに全てクリアしたか否かでエンディングが変化する。対象者はマット、ショーンディ、ピアース、アシャ、ベン、ジョニー、キンジー。
内容は主にその仲間の性格や過去に関連するものであり、旧作で倒した敵対ギャングも何人かが再現され、再登場する。

## 舞台

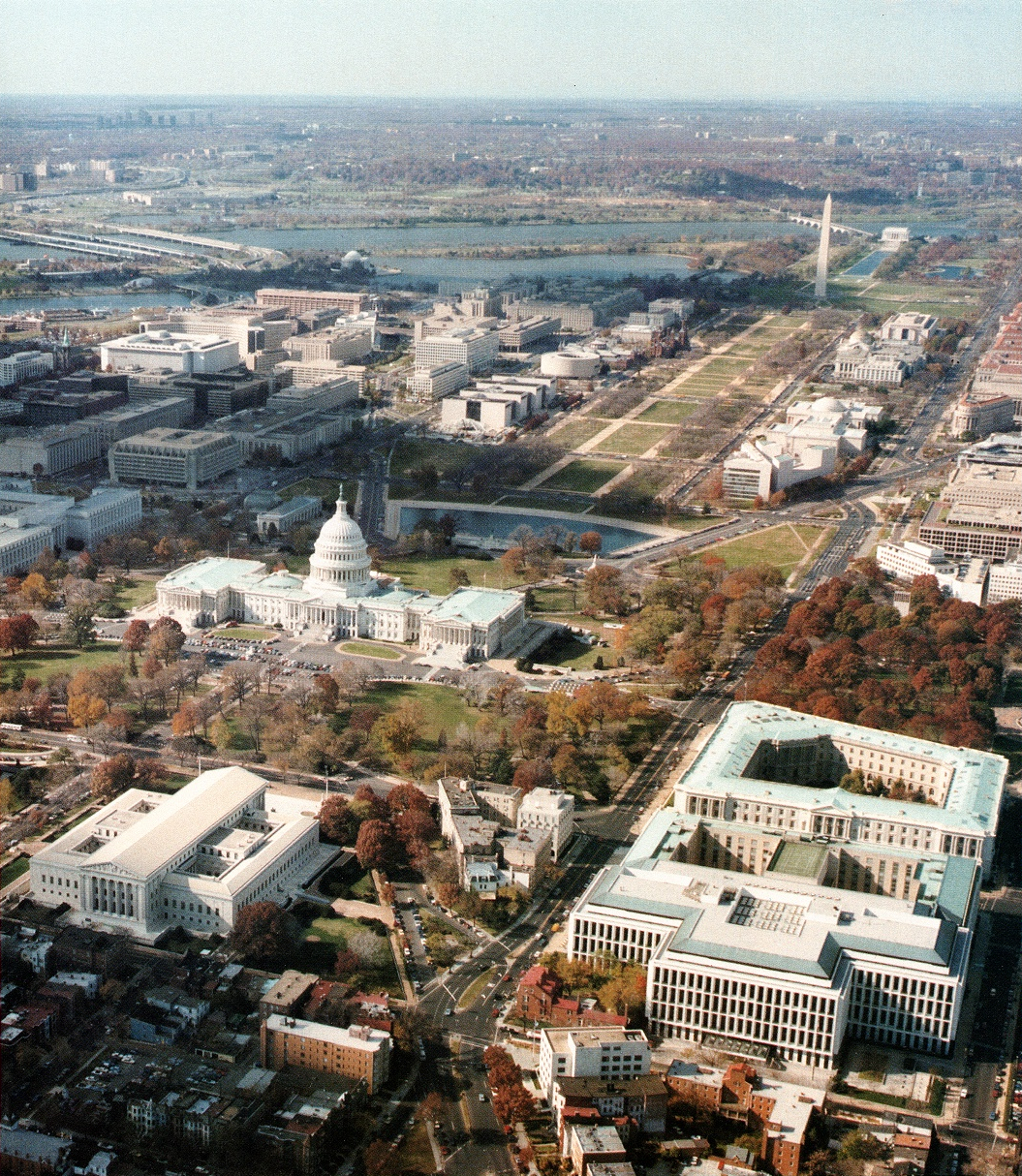
ミッションの舞台の一つとなるワシントンD.C.の航空写真。なお、実在する町が一時的にだが登場するのはシリーズ初

- 中東のミサイル基地

最初のミッションの舞台。テロリストと手を組んだサイラス・テンプルが待ち受ける地下施設。キャラメイクの前に始まるため、このミッションでは主人公は特殊スーツを身に纏っている上にマイクも壊れて声が出なくなっており、素顔や性別は不明。全体的に現代戦を題材にしたサードパーソン・シューティングゲームのキャンペーンモードのような展開になっている。最後は「ミス・ア・シング」をバックに核ミサイルを止めることになる。
- ワシントンDCミッションの舞台の一つとなるワシントンD.C.の航空写真。なお、実在する町が一時的にだが登場するのはシリーズ初

第2ミッションの舞台で、ホワイトハウス内のみ移動可能。最初は主人公が会見に向かう平和な状況から始まるが、エイリアン襲撃と共に戦場に変わる。ホワイトハウスは「ホワイトクリブ」に改名されており、内部には過去作に因んだセインツゆかりの品や過去に倒した敵に関連するオブジェなどが飾られている。終盤は巨大砲座を使ってUFOを撃ち落とすシューティングが始まる。
- 主人公の仮想世界

ジニャックに敗北した主人公が閉じ込められた仮想世界。50年代のアメリカのホームドラマのような世界で、画面上に番組ロゴや広告が表示される演出が入る通り、テレビドラマのストーリーをなぞるような行動を取らされ、細かな動作にもQTEを要求される。「普通」「社交辞令」「秩序」と言った主人公の嫌いなものばかりで構成されたシミュレーションであり、武器が無いばかりか素手攻撃のアイコンもサムズアップに変わっており一切の攻撃ができず、車も決められたルートを安全運転するしかない。少しでも過激な言葉を口にすれば即座に規制音が入るなど、異様なほどに健全で平和な雰囲気が保たれている。しかし主人公が異常に気付くや否や、街の住人達は豹変して主人公に襲い掛かる。
- バーチャル・スティールポート

本作の主な舞台。前作の舞台であるスティールポートを元にシミュレーションされた仮想空間であり、前作からは主に縦方向での相異点が多く見られる。
特にエイリアンによるオブジェクトがあたりに追加され、セインツゆかりのものは徹底的に排除されている。前作でアジトとなっていた場所はそのほとんどが消滅した。
前作までのシステムであるランダムな天候や時間帯の変化はなくなり、空が赤く染まった夜に固定されているが、セインツの支配地域となった地区は空や電灯等が青くなる。エンディング後は、シップの端末からシミュレーション内の雰囲気を変更することが可能。
街を歩く一般市民は全てシミュレーション上の仮想データであり、状況によっては眼球が異様に肥大化していたり、体が奇形化すると言った異常を起こしている場合もある。
- 仲間達の仮想世界

閣僚達（セインツのメンバー）を捕らえているシミュレーション空間。彼らを救出するミッションで潜入することになる。いずれも捕らわれている閣僚の精神（主に過去作で描かれたシーンを元にしたトラウマなど）の影響を受けた独特な世界になっており、中にはステルスゲームやベルトスクロールアクションゲームなど全く違うジャンルのゲームが始まるものもある。そのため、スーパーパワーを封じられる場合も多い。
- マットの仮想世界

『トロン』のスペースパラノイドに酷似したサイバーチックな世界で、前作にも登場したサイバースペースをより発展させたようなのだが、今回はタンクやバイクを操作するパートが多い。『マトリックス』のアーキテクトの部屋のような場所で似たような二択を迫られるシーンがあるが、選択を間違えると偽のスタッフロールと共にミッション失敗となる。一応のボスキャラクターはキルベインだが、テキストアドベンチャー内で倒すので直接戦闘は無い。
- ショーンディの仮想世界

旧作におけるショーンディのトラウマが反映された世界。ジョニーを失った件と、ベテラン・チャイルドに拉致された件が具現化しており、前者については『The Third』冒頭のジェット機が、後者については『2』でベテラン・チャイルドと戦ったナイトクラブが再現されている。ボスキャラクターはベテラン・チャイルドが大量に増殖した「ベテラン・チャイルズ」。この世界から若いショーンディが登場する。
- ピアースの仮想世界

ピアースが出演していたエナジードリンク「セインツフロウ」の影響を受けた世界。『The Third』時代のセインツ本部が舞台だが、出現する敵はセインツフロウのマスコットの大群であり、最後はスティールポートの巨像を操作し、巨大マスコット「ポール」と怪獣映画宛らの戦いを繰り広げる。
- ベン・キングの仮想世界

初代にてキングが仲間に裏切られた件を再現した世界で、初代当時におけるセインツロウ教会とその周囲がモチーフ。カメラワークも初代のものを再現しており、最初に起こるイベントも初代オープニングに準拠している。ボスキャラクターはキングを裏切った張本人であるターニャだが、裏切る前に死亡したトニーも登場しており、原作とは若干の差異がある。
- アシャの仮想世界

アシャ自身が抱える迷いや葛藤から生み出された世界だが、その様相は『メタルギアソリッド』や『スプリンターセル』のようなステルスゲーム風であり、それらのゲームのように「通風孔を通る」「ダンボールを被る」「照明を破壊して暗闇を作り出す」などの方法を駆使しながら敵に見つからないように進む。このステージではボスの外見も性別に応じて固定の姿に変わり、ゲームオーバーになるとアシャのボスを呼ぶ叫び声が聞こえる。ボスキャラクターは「もう一人のボス」と呼ばれる眼帯の司令官（呼称は「ミスターX」だが性別は主人公と同じ）。
- ジョニーの仮想世界

恋人のアイーシャに関連した事件を再現した世界。『ベア・ナックル』のようなベルトスクロールアクション風の世界であり、画面も16bit機のようなグラフィックを再現している。ゲームタイトルは「セインツ・オブ・レイジ（SAINTS OF RAGE）」。ボスもその時点の外見に応じて画面に合わせたグラフィックで描写される。全3ステージ。ステージ1と2は『1』でバイス・キングスにアイーシャが攫われた事件で、街とキング・カム・レコードが舞台となる。ボスキャラクターはウォーレン・ウィリアムズ。ステージ3は『2』でアイーシャが殺された事件の再現で、アイーシャの家に向かう。ボスキャラクターはアイーシャを殺害した張本人であるジュンイチで、一度倒しても「スーパージュンイチ」として復活する。
- キースの仮想世界

かつてキースが出演した『ゼイリブ』をモチーフとした世界で、ミッション名も「ヒーリブ(He Lives)」。洗脳されたキースを正気に戻すべく、原作同様にテレビスタジオの屋上にある巨大アンテナの破壊を目指す。同作で共演したロディ・パイパーも登場し、仲間になる。最後は敵の攻撃を掻い潜りながらアンテナを破壊するシーンとなるが、個別のボスはいない。
- キンジーの仮想世界

ゲーム序盤でボスが閉じ込められた50年代ホームドラマ風世界と同じ。ボスキャラクターはサイラス。
- エイリアンの母船

一部のミッションの舞台となる、現実世界におけるゼン帝国の巨大宇宙船。基本的にシミュレーションの装備は持ち出せない為、ここではエイリアンライフルや敵から奪ったパワーアーマーで戦う。また、一部ミッションでは宇宙船を操作するシーンもある。
- 母船下部構造〜謁見室

本作の最終ステージ。「ザ・タッチ」をバックに下部構造を降下しつつ防衛機構を破壊し、ジニャックの待ち受ける謁見室を目指す。武器庫で装備したパワーアーマーにより、現実世界でありながらスーパーパワーが使用可能となっている。ラストボスはメカスーツに搭乗したジニャック。
- シップ

ストーリーがある程度進行するとアンロックされる、現実でのゼン帝国の宇宙船。セインツが奪取し打倒ゼン帝国の拠点となる。
プレイヤーはバーチャル・スティールポートにある「ゲート」と呼ばれるポイントから宇宙船に戻ることができる。宇宙船では救出した閣僚とコミュニケーション（普通の会話の他、性別を問わないロマンス風のやり取りも可能）がとれるほか、バーチャル・スティールポート内で入手できるノベルゲームをプレイしたりオーディオログを聞く事ができる。

## 登場人物

### 人類
ボス(The Boss)
声（男性） - トロイ・ベイカー、ケン・マイケル、ロビン・アトキン・ダウンズ
声（女性） - ローラ・ベイリー、ダイアン・ミシェル、スマリー・モンタノ
声（オプション） - ノーラン・ノース
シリーズの主人公。スティルウォーターに続き、スティールポートをも征服したセインツのリーダー。本作ではサイラスの核テロを鎮圧し、ついにアメリカ合衆国大統領に就任するに至っている。今作も外見はプレイヤーがカスタマイズする為、性別や人種・口調や性格はその都度変化する。本作でも本名は不明で、通称は「ボス」或いは「大統領」。ジェーン・オースティンの大ファンである。
ゼン帝国の襲来の際、ジニャックの小型艇に乗り込むも返り討ちに遭い、50年代のアメリカのホームドラマ風の仮想空間（ボスにとっての悪夢を具現化した世界とされる）、及び本作の舞台となるバーチャル・スティールポートに閉じ込められてしまう。キンジーの助力によって脱出に成功した後は合衆国、ひいては地球・全人類を守るため、エイリアンに立ち向かうことになり、自らバーチャル・スティールポートへと潜っていく。
前作同様、大統領になっても相変わらずノリが良く型破り、且つ義理堅い性格。しかしその無茶ぶりの所為で支持率は下がる一方であり、ゼン帝国襲撃直前には20％にまで下落していた。リーダーシップを発揮する一方で、仲間の常識外れな行動にツッコミを入れる立場になったり逆にやり込められる事も少なくなく、スラップスティックのような身体を張ったギャグシーンや、エイリアンの技術にはしゃぐ大人気ない一面も見せるようになった。しかしジョニーを侮辱するとも取れる発言をしたマットを執拗に殴りつけると言った、かつてのような凶暴さも残っている。
デフォルトの容姿はパッケージにも描かれている黒髪で髭を生やした白人男性。しかし作中では金髪の白人男性とスキンヘッドの黒人男性という『1』と『2』のデフォルトデザインが当時の姿として登場する（本作における人種や性別も問わない）。
『Saints Row: Gat out of Hell』にも主人公としてではないが登場する。ジニャック打倒後にバースデーパーティーを開いた際、余興で行った霊感応が原因で地獄に拉致されてしまう。天国侵攻を目論むサタンの策略により、地球破壊で地獄に落ちた人々の魂を従える為の偶像に祀り上げる為、サタンの娘・ジェゼベルと結婚させられそうになる。しかしジョニーによって救出され、父に離反したジェゼベルを伴って現世に戻った。尚、容姿は『IV』のセーブデータがある場合はそちらの最新データのものが反映される。
キース・デイヴィッド(Keith David)
声 - 本人
アメリカ合衆国副大統領。大統領であるボスの片腕。本人名で登場する。
ちなみにキースは一作目と二作目においてセインツの元ボスであるジュリアス(Julius)を演じており、それに関連した声優ネタも作中に存在する。
仮想世界脱出後にキンジーと共にボスを助けに現れ、以後もボスをアシストするが物語後半にて地球を救いたい一心からジニャックの誘いに乗り、一時期はセインツを裏切って姿を消す。バーチャル・スティールポートの終身大統領に就任するも、直後、追ってきたボスがエイリアンに凄惨な暴行を受け、自分に助けを求めてきたことで良心の呵責からエイリアンを殺し、ボスの命を救う。しかしそれによってジニャックに囚われ、仮想世界に放り込まれて洗脳される。そこに駆けつけたロディとの殴り合いやボスの尽力によって正気の戻り、キンジーの精神の在処という情報を持ってセインツに帰還する。この過程でスーパーパワーを会得するためロイヤリティミッションは無い。
ショーンディ(Shaundi)
声 - ダニエル・ニコレット
2作目から登場しているボスの側近。アメリカ合衆国シークレットサービス長官。前作では最終ミッションの分岐次第では彼女が死亡するものがあったが、本作では彼女を救出するシナリオから繋がるストーリーとなっている。過去（SR2以前）の自分を相変わらず嫌っており、今作ではその感情と向き合う事になる。
DLCである本作の初期案『エンター・ザ・ドミナトリックス』（以下、ETD）は彼女が死亡するシナリオから繋がるストーリーだったが、同じ場所にいたヴィオラとバート・レイノルズが死亡したにもかかわらず、ショーンディだけは何故か生還した設定になっていた（理由を聞かれたボスは言葉を濁していた）。
ピアース・ワシントン(Pierce Washington)
声 - アレフ・S・キンチェン
2作目から登場している黒人の青年。今回は、コミュニケーション・ディレクターとしてホワイトハウスに勤務している。空気の読めない性格は相変わらず。
前作からCMで宣伝しているエナジードリンク「セインツフロウ」は彼の仮想世界にまで強い影響を与えており、同シミュレーション内ではそのマスコットキャラと戦う羽目になる。しかし本人はセインツフロウは好きではなく、CMに出ていたのも単に金のためだったという。
彼のロイヤリティミッションは二作目におけるブラザーフッドとの抗争をモチーフとしたもので、最後は同チームのマエロが再現されて戦う事になる。また、同ミッションで前作、前々作に続いて今回も歌声を披露するが、やはり音痴。
前作の別エンディングの続きである『ETD』では、そちらのエンディングの展開通りバート・レイノルズの死後にスティールポートの新市長に就任していた。
キンジー・ケンジントン(Kinzie Kensington)
声 - ナタリー・ランダー
元FBIの職員。前作から引き続き登場。人付き合いを好まない性格だったが、本作ではホワイトハウスの報道官を務めている。
ゼン帝国襲撃直後、ジニャックに「一番頭がいい」と申し出て自ら囚われる。その後、仮想世界に閉じ込められたボスを外部からアシストして救い出し、全編に渡ってサポートするなど、本作における出番は他のキャラクターと比べても多い。しかし本格的な攻勢に出た直後、ジニャックに直接捕まってボスと同じ仮想世界に閉じ込められてしまう。ボスによって救出されるも50年代の格好をさせられていたことを酷く恥じ、つい口を滑らせたボスを殴り倒してしまった。
『Saints Row: Gat out of Hell』では地獄に向かうジョニーに同行し、主人公の一人として登場。
ベンジャミン・キング（Benjamin King）
声 - テリー・クルーズ
『Saints Row』初代において、かつてスティルウォーターでストリートギャング「バイスキングス」を率いていたが、仲間の裏切りにあい、セインツの協力を得てギャングを脱し足を洗う。
引退後は自伝を書き、小説家として成功するなど隠遁生活を送っていたが、アメリカ合衆国大統領に選出されたボスの頼みを受け、アメリカ合衆国大統領首席補佐官に任命されている。
シリーズの「お約束」であるセインツのリーダーによる演説は、実は彼が書いたものであるらしく、ジュリアスがそれをアレンジし、それを聞いたボスが状況に合わせさらにアレンジした上で演説しているようだ。
彼の仮想世界は一作目をモチーフにしたものであり、同作を彷彿させる演出が多数登場する。かつて自分を裏切ったターニャと再び対峙し、ロイヤリティミッションで決着を付ける事になるが、結局ミッション後は彼女を仲間として生まれ変わらせた。
マット・ミラー(Matt Miller)
声 - ユーリ・ローエンタール
イギリス人。前作でハッカー組織「デッカーズ」を率いていたが、セインツに追い込まれて故郷であるイギリスへ亡命。
前作から5年経った今ではMI6のエージェントになっており、アシャの補佐としてボスを手助けする。ボスに最初に仮想世界から救出され、エイリアン母船を彷徨っていた所をパワーアーマー（ボス的には「ロボット」）に乗って現れたボスに助けられた。キンジーには何度も煮え湯を飲ませたために前作では激しく嫌悪されていたが、今作では相変わらず「大嫌い」とは言われつつも途中から互いに普通に接しており、実質的な相棒となっている。
前作に比べて精神的な成長が見られる一方、相変わらずTVドラマ「ナイトブレイド」の熱狂的なファン。自身のロイヤリティミッションは、彼がナイトブレイドの世界観に合わせて二次創作的に構築したVRミッションを元にしているようだ。
アシャ・オデカー(Asha Odekar)
声 - レベッカ・リーディー
本作初登場となる、イギリス人出身の熟練したMI6エージェント。
CIAとの連絡調整官であり、イギリスとアメリカの諜報機関の間の橋渡しをしている。
ジョニー・ギャット(Johnny Gat)
声 - ダニエル・デイ・キム
1作目から、同シリーズにおける暴力において圧倒的な存在感を見せ続けていた男であり、ボスのかけがえなき最悪の親友。
前作のオープニングでスティールポート上空の飛行機内での戦闘で死亡したと思われていたが、実はその時に「地球最高の戦士」としてゼン帝国に真っ先に拉致されており、彼にとっての悪夢をシミュレートした空間に閉じ込められていた。
ボス達によってシミュレーションから解放された後は、ボスが助けに行くまでもなくたった一人でエイリアンの母船を混乱に陥れた。ボスと再会した後は無事セインツに舞い戻る。
『Saints Row: Gat out of Hell』では主人公として、地獄に連れ去られたボスを救う為、キンジーと共に地獄に殴り込む。
サイラス・テンプル(Cyrus Temple)
声 - ティム・トマーソン
前作のラストボスの一人である、STAGの司令官。今作ではアメリカを席巻したセインツに対し、中東と手を組んで核ミサイルテロを起こす。冒頭のミッションでボスに敗北し、溶鉱炉に落ちて死亡。死の間際にミサイルを発射させるも、ボスの捨身の行動で阻止される。
後にシミュレーション上に再現され、キンジーと攻防を繰り広げていた事が発覚。終盤にキンジーを仮想世界（ボスと同じ50年代風の街）に幽閉していたが、ボスの妨害に遭い、最後はバーチャルスティールポートにてボスとキンジーに敗れてセインツの仲間にさせられる。
ジョッシュ・バーク(Joshua Birk)
声 - アンドリュー・ボーウェン
前作で良くも悪くもセインツと深く関わった俳優で、TVドラマ「ナイトブレイド」の主演。今作ではキャンプ・デービッドにナイトブレイドを観に行こうとしており、ボスを誘うがそれに乗るかはぐらかすかはプレイヤーの自由。どちらにしても結局キャンプ・デービッドにはオレグと行き、ゼン帝国の襲撃を知らないまま地球と運命を共にする。
『ETD』では再登場し、前作同様にジョッシュとナイトブレイドがそれぞれ個別で仲間になる。同シナリオでは、ナイトブレイドの姿でサイクロプスに特攻を仕掛けてその命を散らし、ボスを号泣させる役回りだったらしいが「ゲームに組み込む予算が無かった」ということで没になり、『ETD』でもそのシーンは絵コンテを動かすだけで済まされている。
オレグ・キルロフ(Oleg Kirrlov)
声 - マーク・アレン・スチュアート
前作でセインツに加わった巨躯のロシア人。今作では他のメンバーと共にホワイトハウスに勤務している。ナイトブレイドに興味を持ち、ジョッシュと親しくなっている。ゼン帝国襲撃時にはジョッシュと共にキャンプ・デービッドに行っており、ボスからの救援をセールスの電話と勘違いして無視し、何も知らないまま地球破壊に巻き込まれた。今作では仲間にならない。
ドニー(Donny)
声 - アンドリュー・キシノ
『ETD』に登場。『2』まで登場していた自動車整備士で、ウェストライド・ローラーズ壊滅後の動向は不明だったが、『The Third』のDLCとして開発されていた没シナリオではメインキャラとして再登場する予定だった。同シナリオ内ではシミュレーターに閉じ込められたボスを導師のように導く重要キャラになる予定だったらしい。しかし『IV』本編ではマットとキンジーという技術者枠のキャラが既に二人もいたため登場出来ず（作中での弁）、『ETD』のみの登場となった。インタビューを受けるまで当人は本編に出演していない事を知らなかったらしく、「デックスがいつも文句を言っている意味が分かった」と漏らしており、エンディングでもシラノに「敬意が欲しい。真面目に取り合ってもらえないんだ」と訴えている。
ズィーモス(Zimos)
声 - アレックス・デザート
『ETD』に登場。『The Third』でセインツに一時協力していたポン引き。シミュレーター内でボスと再会し、ドミナトリックスを倒すべく再び協力する。前作同様に人力車にボスを乗せて銃撃戦をさせるシーンもある。

### ゼン帝国
ジニャック(Zinyak)
声 - JB・ブラン
ゼン帝国の皇帝。いくつもの惑星を征服してきた侵略者であり、次のターゲットとして地球への侵攻を行う。
地球の古典文学に造詣が深く、自身がDJを勤めるラジオ局「Klassic 102.4」で時折ウィリアム・シェイクスピアやジェーン・オースティンの作品を朗読したり、ミッション中の会話でも『マクベス』を引用している。
地球襲撃後、何千人もの人間を母船に捕らえて宇宙に飛び立つ。ボスが忠告を無視してシミュレーションを脱出した為、見せしめに地球を破壊したがそれが逆にボス達の闘志に火を点け、全編を通してセインツと攻防を繰り広げる。最後はシミュレーションを破壊されて母船にダメージを与えられた上に、パワーアーマーで超人化したボスに玉座の間へと攻め込まれる。それでも余裕の態度を崩さず、ボスが倒される姿を晒す為に対決の模様を帝国全体に放送し、巨大ロボットに搭乗して対決する。母船の防御システムと自軍の物量で一時はボスを追い詰めるが、セインツメンバーに謁見室へと侵入されたことで逆転され、敗北する。全帝国民がテレビを介して見届ける中で、頭部を脊椎ごと引き抜かれて処刑された。エピローグでは何故かバーチャルで再現されたらしく、セインツのメンバーと一緒に踊っている。
バーチャル・スティールポート内で収集することができるノベルゲームは、ジニャックの半生を追体験するというものとなっている。
『The Third』の没DLCにも登場予定だったが、本編とは対照的に序盤であっさり倒される役目であり、『ETD』内で不満を爆発させている。
ゼンジャイ(Zinjai)
声 - マーク・アレン・スチュアート
ジニャックの執事であるゼン帝国人。ジニャックが倒されるとすぐさま新たな皇帝であるボスに鞍替えした。『Saints Row: Gat out of Hell』にも僅かながら登場。
ドミナトリックス(Dominatrix)
『ETD』のラストボス。ゼン帝国のシミュレーターの管理AIであり、ジニャックの死後に母船を掌握してボス達をシミュレーターに閉じ込める。名前の通り、SMにおける女帝の姿をしており、ミッションもそれに関連した危険なものが多い。『ETD』をクリアすると仲間になる。
本編ではマットの精神世界におけるテキストアドベンチャーに登場するが、こちらはただのSMの女帝扱いで敵対もしない。

### その他
CID
声 - マイケル・ユーチャック
機械生命体。名前の読みは「シド」。元々はどこかの星のエイリアンだったが、ゼン帝国に肉体を滅ぼされて以来、精神のみがプログラム化されてシミュレーションに囚われていた。ボスによって助け出され、エイリアンの球体型機械「C.I.D(Control and Interface Device)」の体を与えられる。のちに現実世界でも同様の機体が発見された為、現実、バーチャル双方でボスを手助けする。ボスが仲間達の仮想世界に侵入できるのは彼の助力が大きい。しかし本人は慇懃無礼な性格で、好色家である。
若いショーンディ(Fun Shaundi)
声 - ジェニファー・ジュールズ・ハート
『Saints Row 2』時代のショーンディがシミュレーション内で再現された姿。現在のショーンディにしてみれば「ドレッドロックのチャラいギャル」だった頃で、性格も当時に準じている（このショーンディに言わせれば現在の彼女は「不感症の冷血女」）。ショーンディの過去の自分を嫌う感情から生み出された存在であり、バーチャルスティールポート内でのみの登場だが、モニターを介して現実でも会話は可能。SR2とSR The Thirdの間にショーンディのキャラクターデザインが著しく変更され、前者のデザイン再登場の要望があったことをふまえたジョークである。当初は現実のショーンディに煙たがられていたが、シミュレーション内で共に行動するうちに徐々に愛着が湧いたらしく、最終的には妹のように思われるようになる。シミュレーション破壊前に宇宙船のコンピューターにバックアップが取られており、戦いの後も健在である。
ジェーン・オースティン(Jane Austen)
声 - エデン・リーゲル
『高慢と偏見』『エマ』などを手掛けたイギリスの小説家。既に故人だが、実は本作の序盤よりとある形で登場している。

## 登場武器
本作ではひとつの武器種類ごとに幾つかのスキン、さらに一つのスキンに複数の配色が存在し、無料で選択できる。スキンを変えると武器自体の形状のほか、発射時のエフェクトなどが変わる場合もある。
またアップグレードが武器の性能それぞれ５段階＋特殊効果で分割され、どのように武装を強化していくかをある程度自由に決められるようになった。

### 打撃武器
野球バット(Baseball Bat)
ごく普通の使い勝手を持つバット。外見を釘バットなどに変更することもできるが、これによって威力は変動しない。
テンタクルバット(Tentacle Bat)
うねうねと動く触手を振り回して攻撃する。アップグレードにより車を弾き飛ばすことができるようになる。
スタンガン(Stunner)
電気ショック式のスタンガン。直接相手に押し当てるまでではないが効果範囲は狭い。アップグレードにより敵を発火させることができるようになる。
エナジーソード(Energy Sword)
発光する日本刀の形状をした打撃武器。倒された相手は消滅する。
怪しいバット
フニャフニャしたピンク色のバット。
海外版ではDildo Batで名前通りディルド型のバットだが、日本版では規制により名称・形状が変更されており、カスタマイズもできなくなっている。
アナライザープローブ (DLC)
相手の肛門に突き刺し、ロケット花火のように打ち上げる武器。

### ピストル
プレイヤーのアップグレードにより二丁持ちに変化する。
ヘビーピストル（.45 Fletcher,‘Cumia Magnum,DEK-RD Railpistol,The Captain）
前作の「.45 Shepard」の流れを汲む、威力重視のセミオートハンドガン。外見をマグナム銃にすることも出来る。
固有アップグレードにより、着弾点を吹き飛ばすことができる。
クイックショットピストル(9MM Tactical,Red Shirt Special,Renegade Pistol)
前作の「KA1 Kobra」に近い特性を持つ、連射性と精度に優れた ピストル。
固有アップグレードにより、装甲を持った一部の敵への威力が上がる。
エイリアンピストル(Z9 Handcannon)
ゼン帝国のエイリアンが持つエネルギー系のピストルで、シミュレーション外の宇宙船でも使用することができる。
エネルギー系武器全般は弾倉リロードの代わりに過連射時の冷却を要するが、この武器はアップグレードすると敵を倒すたびに温度ゲージを下げることができる。

### サブマシンガン
プレイヤーのアップグレードにより二丁持ちに変化する。
ヘビーSMG(SWAT SMG,Gangland,Rubber Band Gun)
携帯性に劣るが射程範囲が広い、ストリート版のSMG。
アップグレードにより酸性弾を放ち、敵に持続ダメージを与えられる。
ラピッドファイアSMG(Magna 10mm,Nailgun,Cyborg Pistol)
威力を代価に発射レートを大幅に上げたSMG。
アップグレードにより帯電弾を放ち、敵をしびれさせることが出来る。
エイリアンSMG(Xenoblaster)
ゼンのエイリアンが持つ小型SMG。シミュレーション外でも拾うことができる。
初期状態では他２つより反動が大きく扱いづらいが、特定アップグレードを行って連射すると温度ゲージに応じて威力が上昇する。

### ショットガン
ポンプアクションショットガン(Deacon 12-Gauge,Blunderbuss,Kardak Lasershot)
単発の威力と拡散範囲に優れる。アップグレードでふっ飛ばし力を向上させられるが、連射性は低い。
セミオートショットガン(Tak-10 Streetsweeper,Big Game,Full Choke Silenced,Ion Blaster)
連射性が高いショットガン。アップグレードによってフルオートに改造することも出来る。
サンプガン(Thumpgun)
エネルギー系のライフル。ショットガンと違い拡散せず、射程が長い。
膨張銃(Inflato-Ray)
照射し続けた相手を膨らませ、前作の武器「ソニックブーム」のように破裂させる特殊なエネルギー系武器。
特定クエストの完了で、破裂時に周囲にもダメージを与える。
ワープガン (DLC)
レーザーを照射し、当たった相手を引き寄せ、照射停止と同時に前方へ吹き飛ばす。レーザー自体にはダメージはなく、スーパーパワー「テレキネシス」に近い。

### ライフル
アサルトライフル(Shokolov AR,Mercenary LMG,EM Railgun)
「Shokolov AR」は恐らくM4A1がモデルとなる。
固有アップグレードにより、構えている間は被ダメージが減少する。
バーストライフル(Guardsman AR,Impulse Rifle,Soakmaster)
前作の「AR55 ライフル」より連射速度が大幅に加速した。
固有アップグレードで敵キル時に弾数が回復する。
ディスインテグレーター(Disintegrator)
弾数制限がないが、発射毎に溜めを要するレーザーライフル。この武器で破壊したオブジェクトや倒した敵は即座に消滅する。
バウンス・ライフル(Bounce Rifle)
敵に命中すると他の敵に跳ね返ってダメージを与え続ける。弾数制限がなく、2連バーストに改造できる。
エイリアンライフル(Dominator)
一度に三発以上のビームを連射するエネルギー系のアサルトライフル。実際の着弾は見た目より早め。
ゼン帝国軍の標準装備らしく、シミュレーション外でも入手・使用が可能。
固有アップグレードで、敵を倒した時に体力が回復するようになる。
クリスマスBBガン (DLC)
射的で使用されるようなおもちゃの銃。連射こそできないものの弾には跳弾効果があり、弾薬を消費するバウンス・ライフルといった仕様となる。

### 爆発武器
ロケットランチャー(J7 Rocket Launcher,El Fugitivo,Potato gun)
弾数制限が厳しいが、一撃で大半の車両を破壊できる強力な装備。アップグレードでホーミングロックオンも可能。
El Fugitivoは映画「デスペラード」に登場するギターケースに似た外見。
エイリアンランチャー(Alien RPG)
弾数が実質無限で、威力もロケットランチャーに引けを取らない強力なエネルギー装備。発射までのチャージ時間と再充填時間を長く要する。
ブラックホールランチャー(Black Hole Launcher)
周囲の物体を吸引し爆破するブラックホールボンバーを放つ銃。その威力は絶対的で、戦車すら触れれば一瞬で消滅させる。
近づくと自分も吸い込まれて少しのダメージを受ける。
チビ銃(Tiny Pistol)
着弾点で大爆発を起こすエネルギー武器。射出時の衝撃でプレイヤーも強制的に吹き飛ばされる。
リトル・クローカー
一定時間で爆発するカエルを射出する武器。アップグレードによりカエルが舌で敵にへばりつくようになる。
プランジャーガン (DLC)
プランジャーを射出する武器。プランジャーは着弾後、少しの間をおいてガスを放出する。

### 特殊武器
スナイパーライフル(McManus 2020,GI Sniper,Lever-Action,Block Gun)
遠距離狙撃銃。「McManus 2020」はセインツロウ3で登場した「McManus 2015」の流れをくむモデルである。
敵を倒すと即座にキャッシュが手に入るアップグレードができる。
ダブステップガン(Dubstep Gun)
殺人的なダブステップ（エレクトロニック・ダンス・ミュージックの一種）を放つ銃。
発射中は車が揺れ通行人が狂ったようにダンスし始め、弾丸も流れる曲に合わせて放たれる。
曲は「Polyhymnia」(Scout McMillan)だが、武器スキンを変更すると流れる曲や発射リズムも変化する。またDLCには別武器扱いで違ったジャンルの曲を流す亜種も存在する。
アブダクションガン(Abduction Gun)
照射点の周囲にいる者を上空に連れ去る。ただし車両は持ち上がらない。
プレイヤーも上空に引き上げられるが、敵と違いダメージは受けない。
レーザーガトリングガン(Lasergun Arm)
ゼンのマーダーボットが持つ超軽量ミニガン。横に波打つようにレーザーを連射し、広範囲をなぎ払う。
前作のミニガンと違い装備中でも通常通りダッシュできるが、温度ゲージが存在しており際限なく連射はできない。
マーダーボットを倒すとその場限りの武器として拾うことができるが、特定ミッションをクリアすると武器庫に追加される。
マインスロアー(Minethrower Arm)
ゼンのマーダーボットが持つ地雷散布機。温度ゲージが存在する。
前作のM2ランチャーに自動追尾能力を付与したような装備で、投射された地雷は接近した的に引き寄せられるようにして滑走する。
ヘビーミニガン(DLC)
前作に登場した、大量の弾丸を連続発射する武器。アップグレードすると遠距離の対象ほどダメージが上がるようになる。
ウェポンオブアメリカ (DLC)
多数の銃とロケットランチャー、火炎放射器がまとめられた武器。ロケットランチャー、火炎放射器は切り替えて使用する。想像を絶する発射レートを持ち、消費が莫大。
ナイフスロワー (DLC)
弾丸ではなくナイフを連続で発射する。壁などに当たった場合、弾痕ではなくナイフが突き刺さるなどエフェクトも異なる。
グレネードランチャー (DLC)
前作に登場した武器で、一定時間後に爆発するグレネードを射出する。グレネードはアップグレードすることで敵に触れると即爆発するようになる。
火炎放射器 (DLC)
前作に登場した武器で、射程はあまり長くないが、相手を燃やすことができる。
インシネレーター (DLC)
PC限定DLCでのみ入手できる、「Team Fortress 2」に登場する火炎放射器。

## 登場する乗り物
自動車、モーターボート、飛行機、ヘリコプターが登場している他、今回はUFOやパワーアーマー（ロボット）と言ったSF的な乗り物も登場する。本作ではスーパーパワーによる移動の方が速く乗り物を利用する機会は少ないが、デバージョンやGPSショートカットなどのシステムは前作までと同様に残されている。今作はガレージまで持ち帰らずともその場で乗り物の保存が可能になった。
実車や実機は登場しないものの、モデルとなったものが存在している。

### セダン
- チャーチル(1978年式リンカーン・コンチネンタル・タウンカー)、ピースメーカー(ダッジ・チャージャー)

### ヘリコプター
- イーグル(UH-60)

### 宇宙・エイリアンの航空機
- 宇宙船 : ゼン軍の所有していた一つを、主人公率いるアメリカ合衆国政府が鹵獲して利用している。本作でのアジトの役割を果たし、ゲーム進行によって出入口のゲートウェイが複数開かれると任意の場所で出入りできる。

## DLC
- ミッション

『エンター・ザ・ドミナトリックス』
Saints Row: The Thirdに収録されなかったDLCを、キャラクター達によるオーディオコメンタリー付きでプレイするというストーリー。
『The Third』に登場したキャラクターが数多く登場し、ミッションを進めると仲間に誘うことが可能になる。なお、本作はもともとこの中止されたDLCを拡張したもので、いくつか類似点がある。
タイトルは『ENTER THE MATRIX』のパロディであり、劇中劇として語られる没DLCのストーリーは「4本編と同様に地球はジニャックによる侵略を受け激闘の末に撃退に成功するも、ジニャックの後を継いだバーチャルスティルポートの管理AI『ドミナトリックス』が更に強大な敵として立ち塞がる」というもの。
但し、全て再現している訳ではなく、シーンが飛び飛びのダイジェスト形式である。また、殆どのムービーは絵コンテに音声を付けたもので済まされている。絵コンテのシーンではボスの外見はデフォルトの白人男性で固定であり、それを説明する注釈が入る。
『セインツはどうやってクリスマスを救ったか』
サンタクロースなどが登場するクリスマスをテーマとしたストーリー。
タイトルは「グリンチはどうやってクリスマスを盗んだか」のパロディであり、クリスマス嫌いのボスがサンタクロース救出作戦を通じてクリスマス精神に目覚めていく様を描く。
ミッションや武器、仲間の追加の他、本編同様にノベルゲームの収集要素がある。
日本版では発売から次のクリスマスイブ（2014年12月24日）までのほぼ一年間無料で配信されていた。
- アイテム

最高司令官パック
ボリションコミックパック
ザ・アナライザー
ブレイディゲームパック
グラスルーツパック
大統領パック
スーパーセインツパック
ダブステップ拡張パック
ワイルドウェストパック
GAT Vパック
パイレーツパック
やあ、アッシュ！何やってるんだい？パック
ジニャック・アタックパック
アニメパック
石器時代パック
カレッジデイズパック
ゲーム・オンパック
ブリングパック
エレメント・オブ・ディストラクションパック
ワープウェポンパック
リバースコスプレパック
カエルの天罰パック
TF2 Pack(日本語版未発売)
Child's Play Pack(日本語版未発売)
- ゲームプレイ

チートパック

## Saints Row: Gat Out of Hell
『Saints Row: Gat Out of Hell』（セインツロウ ギャット・アウト・オブ・ヘル）は『Saints Row IV』のスタンドアローンDLCである。そのため、『IV』本編が無くとも単一のソフトとしてプレイが可能。日本では『Re-Elected』と『超完全版』にプロダクトコードを同梱する形でのみ販売された。プロダクトコードの有効期限は2020年で切れており、本編と違ってNintendo Switchには移植されていないため、現在では日本版の新規の入手は不可能となっている。

### 概要
『IV』本編の後、地獄に拉致されたボスを救うべくジョニーとキンジーが地獄に向かう。
舞台はスティールポートの約半分の面積を持つ地獄の一地区「ニューハデス」。プレイヤーはジョニーとキンジーの2人を切り替えながらゲームを進める。
基本的なゲームシステムは『IV』と同様だが、スーパーパワーは「神秘」と名を変えて新たなものが用意されており、他にも悪魔召喚や七つの大罪をモチーフとした武器など、地獄ならではの要素が追加されている。
舞台が大きく変わっているものの、作風は『IV』同様にギャグ主体であり、本編とは違う形で過去作の死者を再登場させたり、ミュージカル調のムービーが流れるなどの荒唐無稽な演出が盛り込まれている。他にもシェークスピア、黒髭、ヴラド・ツェペシュと言った実在の人物が大胆にアレンジされて登場する。
従来のようなストーリーミッションは少なく、アクティビティやデバージョンをこなして「サタンの怒り」メーターを貯める事でストーリーを進行させる。明確なストーリームービーも、冒頭と終盤以外にはほとんど無い。
主人公が固定のため、本編のようなカスタマイズは出来ない。また、車の改造も不可。電話も無いため、仲間を呼び出したりチートコードを使用する事もできなくなっている。
支配地域を広げていくのは従来と同じだが、今作ではエリアを一つ制圧する度にイベントが起こり、全エリアを制圧するとエンディングとは別のエピローグを見る事ができる。
神秘
『IV』本編におけるスーパーパワー。「ブラスト」「ストンプ」「スーパーダッシュ」などは『IV』と同様だが、新たに悪魔を呼び出して戦わせる「召喚」、周囲の敵に属性を付加する「オーラ」と言った新たな能力が追加されている。今回は背中に生えた翼で滑空する「飛行」も可能。
アクティビティー、デバージョン、チャレンジ
本編とほぼ同様。種類で言えばアクティビティーなら「拷問のペテン（従来の保険金詐欺に相当）」「救済」「ヘルレース」、デバージョンなら「ちゅう（抽）出施設」「聖さん（餐）台」「プレッジラッシュ｣ などが追加されている。今作はこれらがメインコンテンツとなる。
サタンの怒り
アクティビティーやデバージョンをこなすと上昇していく。今作ではこのメーターが一定値まで上がるとストーリーが進行する。
マルチエンディング
ラストボスを倒すと提示される5つの選択肢からどれを選んだかによってエンディングが分岐する。

### ストーリー
ジニャックを倒し、ゼン帝国をも手中に収めたセインツ。ある日、キンジーのバースデイパーティを開き、戯れに霊感応（コックリさん）を行ってボスの結婚相手について聞いてみると「ジェゼベル」という名前が出てきた。次の瞬間、空間が裂け、ボスはその中に飲まれてしまった。実は霊感応に使った霊応盤はジニャックが保管していた超常的な代物だった。ジョニーは霊応盤を脅してボスの行先を聞き出すと、ある文字を導き出した。「HELL」。即ち、ボスは地獄へ連れ去られたのだ。ジョニーはボスを助けるために地獄に乗り込むことを決意し、キンジーも同行を申し出る。ジョニーは一度は断るも、自分のバースデイだと言われると断り切れず、二人は霊応盤の開いたポータルで地獄へ向かう事となった。
地獄にはかつてセインツと敵対していたアルター社が建っており、そこにはかつての戦いでボスが殺したはずのデーン・ヴォーゲルがいた。彼は地獄に落ちた後、アルター地獄支社を設立したのだが、ボス誘拐の犯人ではなかった。ボスは人類史上最も破壊と混沌をもたらした者として、地獄の王・サタンが娘の結婚相手として選んだのであり、「ジェゼベル」とはサタンの娘の名前だった。結婚式までにボスを助けるためには、サタンを怒らせて誘き出さなければならない。デーンはその過程に伴う破壊活動やサタンの打倒による自社の利益を狙っており、利害の一致した両者は協力体制を取る事に。デーンからルシファーのひび割れた光輪を受け取ったジョニーは堕天使の翼を手に入れ、地獄へと羽ばたいていく。

#### エンディング
最終決戦を制し、サタンを屈服させたジョニー。解放されたボスはキンジー、ジェゼベルと共に現世へと帰還するが、ジョニーの姿だけは無かった。彼は神に呼び止められ、サタンの天国侵攻を阻止した見返りに願いを一つだけ叶える権利を与えられていた。「さあ この先の物語を作るのは読者よ…」というナレーション通り、プレイヤーは見たい結末を選ぶことになる。
最愛の人と再会する
ジョニーの願いは、かつて殺された恋人のアイーシャと再会する事だった。光の中からアイーシャが現れ、二人は抱き合い、口付けを交わす。
地獄の新たな王になる
ジョニーは自身が新たな地獄の王となる事を願った。仲間は現世に戻り、ただ一人地獄に残ったジョニーにデーンは寂しくないのかと尋ねる。しかしここは悪事を犯した者が死後に落ちる地獄。ジョニーは「すぐにまた会える」と答えた。
人類の新たな故郷を見つける
ジョニーはセインツや母船に収容されていた人々と言った人類の生き残りのために、新たな故郷となる星を見つける事を願った。やがて宇宙船はその惑星に辿り着くも、そこは人類に適した星であると同時に凶暴な種族が支配していた。今までで一番厳しい戦いになると聞かされたジョニーは、恐れるどころか神に感謝するのだった。
神に地球を作り直してもらって セインツロウの世界も再構成する
ジョニーは破壊されてしまった地球の再創生を願った。神の力により、地球は新たに作り替えられたパラレルワールドとして生まれ変わる。新世界では、キンジーとマットが取調室にいる「ブリムストン」という人物について話している。そこに警官バッジを首から下げたジョニーがやってくる。
『Agents of Mayhem』はこのエンディングから続く物語となっている。
この世のすべての謎の答えを神から教えてもらう
ジョニーはこの世のあらゆる疑問に対する答えを求めた。「なぜ良い人間が苦しむのか」、「全人類に平和をもたらす方法はあるのか」、「完璧なロブスタービスクを作るための秘密は何か」、神から全ての答えを与えられたジョニーは感心し、満足気に微笑むのだった。

## 販売形態
最初にアメリカで2013年8月20日に発売され、日本ではPlayStation 3版とXbox 360版が、海外で配信された13種類のダウンロードコンテンツ（DLC）を同梱した『セインツロウ IV ウルトラ・スーパー・アルティメット・デラックス・エディション』として2014年1月23日に発売された。
Windows版については、日本でも家庭用ゲーム機版と概ね同時期に発売する予定だったが、2013年12月に日本における販売担当を予定していたサイバーフロント社が解散し、これによってPCパッケージ版の発売は一旦中止となった。
翌2014年、ズーより日本語パッケージ版が同年5月30日に発売された。ただし、実体は前年に北米向けにダウンロード専売が開始されていたSteam版の日本語版であり、テキストの日本語化は本編のみ（インストール時にネット経由のSteamアカウント登録が求められる）。DLCについては日本語に対応していないが、Steam経由で購入できる。 なお、Steam版は国内からでも購入可能で、アップデートすれば本編もパッケージ版同様日本語化される。
その後、25種類のダウンロードコンテンツ及びスタンドアローンのDLC「ギャット・アウト・オブ・ヘル(en)」を同梱した『Saints Row IV: Re-Elected』（セインツロウIV リ・エレクテッド）が日本ではPlayStation 4版とXbox One版が2015年4月16日に、Nintendo Switch版が2020年11月26日に発売された。。PS3版は『セインツロウIV 超完全版』という名称で発売されている。各DLCはプロダクトコード同梱の形での収録であるため、現在では利用不可。

### 限定版
ゲームの宣伝のため、宇宙旅行やランボルギーニ等が付いてくる世界に一点だけの限定版「『Saints Row IV』Super Dangerous Wad Wad Edition」が発表された。価格は100万ドルで、英国の海外小売サイトでは予約受け付けが行われた。内容は以下の通り。
- 『Saint Row IV: Commander-in-Chief Edition』
- スパイ訓練
- 人質救出訓練
- ドバイへのファーストクラスフライトと高級ホテルブルジュ・アル・アラブのトップロイヤルスイート7泊
- ワシントンD.Cへのファーストクラスフライトとジェファーソンホテル1週間宿泊2名分
- 好きな部位の整形手術
- カプセルワードローブ
- パーソナルショッパー
- ランボルギーニ・ガヤルドとトヨタ・プリウス（1年間の保険とスーパーカーメンバーシップ込み）
- 原寸大Dub-Step Gunレプリカ
- ヴァージン・ギャラクティックの宇宙旅行